# Машков, Виктор Иванович
Виктор Иванович Машков (род. 1932) — советский хоккеист, защитник.

## Биография
Начинал играть в московском «Спартаке», выступал за команду мастеров (1952/53, 1954/55 — 1955/56) и клубную команду (1953/54 — 1954/55). В сезонах 1956/57 — 1957/58 играл за ДК им. Карла Маркса / команду г. Электросталь. В чемпионате РСФСР 1959/60 выступал за «Механический завод» Загорск.
В классе «А» провёл четыре сезона (1952/53, 1955/56 — 1957/58).